# آرثر رودل
آرثر رودل (و. 1898 – أبريل 1945 م) هو ضابط من الإمبراطورية الألمانية، وجمهورية فايمار، وألمانيا النازية، ولد في ميونخ، كان عضوًا في الحزب النازي، شارك في انقلاب بير هول، كان عضوًا في شوتزشتافل، ويحمل رتبة عسكرية شتاندارتن فوهرر، توفي في شتتين، بسبب قنبلة يدوية.

## جوائز
حصل على جوائز منها:

شارة الحزب الذهبية